# Kostel svatého Havla (Brloh)
Kostel svatého Havla je římskokatolický filiální kostel v Brlohu v okrese Louny. Stojí na hřbitově v jižní části vesnice. Od roku 1964 je chráněn jako kulturní památka.

## Historie
Původní kostel zmiňovaný již roku 1355 po roce 1632 zpustl. Dochovaná pozdně barokní podoba pochází z roku 1763, kdy jej nechal postavit hrabě Karel Pachta. Varhany, které pro kostel vyrobila firma Vocelka–Hloušek v roce 1858, byly po rekonstrukci umístěny v kostele svatého Matouše v Dobroměřicích.
Duchovní správci kostela jsou uvedeni na stránce: Římskokatolická farnost Cítoliby.

## Stavební podoba
Jednolodní kostel je postavený z lámané opuky. Obdélný půdorys lodi má rozměry 16,5 × 7,2 metru a navazuje na ni pravoúhle ukončený presbytář o rozměrech 8,3 × 4 metry. K presbytáři se na jižní straně připojuje sakristie a na protější přístavek s boční kaplí. Delší stěny lodi jsou členěné lizénami a okny zakončenými stlačeným obloukem. Před západní průčelí se zaoblenými nárožími předstupuje hranolová věž členěná lizénami a pilastry. V ose lodi vede do věže obdélný portál s letopočtem 1841, nad kterým se nachází polokruhově zakončené okno. Přízemí a první patro věže odděluje římsa prohnutá nad oknem.
Loď má plochý strop s fabionem a štukovým rámcem. V její západní části stojí zděná kruchta podklenutá valenou klenbou s lunetami. Horní plošinu kruchty chrání dřevěné balustrové zábradlí. Loď přechází polokruhovým vítězným obloukem s pilastry do presbytáře zaklenutého plackovou klenbou. Stejný typ klenby je použit také v sakristii a severní kapli. V presbytáři je však klenba uzavřena mezi dva pásy valených kleneb, které sbíhají na mohutné pilastry.

## Zařízení
Převážná část zařízení je rokoková a pochází ze druhé poloviny osmnáctého století. Obraz svatého Havla na hlavním oltáři namaloval pravděpodobně Václav B. Ambrosi. Boční oltáře s drobnými soškami jsou zasvěcené Čtrnácti svatým pomocníkům a Čtrnácti světcům. K vybavení patří také lavice, kazatelna, křtitelnice a dále barokní socha svatého Jana Nepomuckého a majoliková kropenka s reliéfním poprsím svaté Kateřiny.

## Okolí kostela
Na hřbitov, ve kterém kostel stojí, se vchází zděnou branou s toskánskými pilastry, rozeklaným štítem a volutovými postranními zdmi.